# Août 2005 en Afrique

## Lundi1eraoût
- Afrique de l'Ouest : Selon l’Unicef, la crise alimentaire qui touche le Niger où un tiers de la population, soit 3,5 millions de personnes, est frappées par la malnutrition, risque de s’étendre aux pays voisins (Nigeria, Mali, Burkina Faso et Mauritanie) en l’ « absence d'une aide immédiate et massive ».

- Soudan : à la suite du décès samedi de John Garang, des émeutes violentes ont éclaté à Khartoum. Les ponts reliant les deux rives du Nil, les sorties de la ville, les établissements scolaires et publics ont été fermés. Le couvre-feu a été décrété en soirée.

## Mardi2 août
- Côte d’Ivoire : Le Rassemblement des républicains (RDR) et le Parti démocratique de Côte d'Ivoire (PDCI) s’inquiète que le retard pris dans l’élaboration des listes électorales (dont l’achèvement aurait dû avoir lieu le 31 juillet) entraîne le report de l’élection présidentielle du 30 octobre ce qui créerait un « vide constitutionnel ».

- République démocratique du Congo : La Mission de l'Organisation des Nations unies en République démocratique du Congo (Monuc) s’est dit « extrêmement préoccupée par les rapports concordants qui lui ont été faits de nombreux cas de harcèlements, pillages et de graves violations des droits de l'Homme commis par des éléments des troupes FARDC (Forces armées congolaises) basées dans la région ».

- Togo : 
  - Soumaïla Cissé, président de la Commission de l'Union économique et monétaire ouest-africaine (UEMOA), après une rencontre avec Faure Gnassingbé, président du Togo a déclaré qu’il y avait « de très bonnes perspectives pour que le Togo puisse sortir de ses difficultés économiques »
  - Le Haut Commissariat des Nations unies pour les réfugiés (HCR) estime que le nombre de réfugiés togolais ayant fui les violences post-électorales se monte à 24 500  au Bénin et 15 500 au Ghana. 4,7 million de dollars sont nécessaires pour que le HCR réponde aux besoins de ces réfugiés.

## Mercredi3 août
- Mali : L’Organisation non gouvernementale Oxfam estime que le Mali connaît, comme son voisin le Niger, une grave crise alimentaire. 1,1 million de Maliens sont menacés de famine, principalement dans les régions du nord (Tombouctou, Gao et Kidal).

- Mauritanie : Un coup d’État a eu lieu à Nouakchott. Des éléments de la garde présidentielle ont pris le contrôle des bâtiments de l’État-major, de la radio et de la télévision nationale. Des tirs à l’arme lourde ont été entendus dans la matinée. Le président Maaouiya Ould Taya, en déplacement à Riyad (Arabie saoudite) pour les obsèques du roi Fahd a été destitué. Le « Conseil militaire pour la justice et la démocratie » (CMJD), avec à sa tête Ely Ould Mohamed Vall, a pris le pouvoir.

- Soudan : à la suite des affrontements à Khartoum ayant suivi l’annonce du décès de John Garang Le général Salva Kiir, son successeur, a appelé « la population soudanaise à cesser ces violences ».

## Jeudi 4 août
- Mauritanie : le Conseil de sécurité et de paix de l'Union africaine a annoncé l'exclusion de la Mauritanie et réclame le retour de l'ordre constitutionnel.

## Samedi 6 août
- Mauritanie : le colonel Ely Ould Mohamed Vall, président du « Conseil militaire pour la justice et la démocratie»  a reçu les partis politiques "légalement constitués" pour leur présenter le schéma politique qui doit permettre le retour à la vie constitutionnelle à l'issue d'une période de transition ne devant pas excéder deux ans. Un référendum constitutionnel, organisé dans un délai d’un an maximum précédera des élections législatives et présidentielle. Le premier ministre de transition et les militaires ne pourront se présenter.

## Lundi  8 août
- Mauritanie : Maaouiya Ould Taya, ancien président mauritanien destitué par un coup d’État militaire a donné ordre à ses forces d’intervenir pour le rétablissement de l’ordre institutionnel.

## Mardi 9 août
- Sénégal : La chanteuse Coumba Gawlo a été nommé « ambassadrice de bonne volonté » du Programme des Nations unies pour le développement (Pnud).

## Jeudi 11 août
- Soudan : Salva Kiir, successeur de John Garang mort lors d’un accident d’hélicoptère le 30 juillet, a prêté serment à Khartoum en qualité de Premier Vice-président.

## Vendredi 12 août
- Gabon : Paul Toungui, ministre d’État chargé de l’Économie, des Finances, du Budget et de la Privatisation a annoncé la mise en concession du Chemin de fer du Transgabonais.

## Mardi 16 août
- Burundi : Immaculée Nahayo, membre du Conseil national pour la défense de la démocratie (CNDD-FDD), a été élue présidente de l’Assemblée nationale du Burundi.

- Côte d’Ivoire : Guillaume Soro, leader des Forces nouvelles, s’est rendu au Royaume Walèbo en pays Baoulé où il a rencontré la reine nanan Abla Pokou et a été intronisé roi et baptisé « Nanan Guiè Lauzaud », nom porté par un ancien roi du royaume épris de justice.

- République démocratique du Congo : Le gouvernement a déposé une plainte auprès de la Cour pénale internationale afin qu’elle juge les responsables du massacre de Gatumba, survenu le 13 août 2004. 160 Tutsis congolais d’origine rwandaise avaient été tués dans un camp sous responsabilité du Haut commissariat aux réfugiés des Nations unies.

## Mercredi 17 août
- Afrique australe : réunis en sommet à Gaborone (Botswana), les dirigeants de la Communauté de développement d’Afrique australe (SADC), ont lancé un appel à l’aide à la communauté internationale pour faire face à la famine qui menace 10 millions de personnes.

- République du Congo : La Cour criminelle de Brazzaville a acquitté les quinze accusés de crimes de génocide, crimes de guerre et crimes contre l'humanité dans l'affaire dite des "disparus du Beach" en 1999. L’État congolais est condamné à indemniser les familles de 86 disparus.

## Jeudi 18 août
- Tchad : Hassan Abdallah Mardigué, président du Mouvement pour la démocratie et la justice au Tchad (MDJT, rebelle) et Youssouf Abassalah, ministre des Mines et de l'Énergie  représentant le gouvernement, ont signé un accord de paix à Yebbi-bou (Massif du Tibesti, Nord du Tchad). Cet accord prévoit « un cessez-le-feu immédiat, la suspension de toute action militaire, la réintégration des éléments du MDJT au sein de l'armée nationale tchadienne, la réintégration des cadres du MDJT dans l'administration, la libération des prisonniers dans les deux camps".  Brahim Chouma,  secrétaire des relations extérieures du MDJT, a annoncé le renoncement à la lutte armée et la transformation du mouvement en parti politique.

## Vendredi 19 août
- Burundi : Pierre Nkurunziza (Conseil national pour la défense de la démocratie) a été élu Président de la République par le parlement avec 94 %  des voix.

## Lundi 22 août
- Tchad : La presse privée a entamé une semaine de grève totale pour protester contre l’incarcération de 4 journalistes, condamnés à des peines de trois mois et trois ans d’emprisonnement pour offense au chef de l’État.

## Samedi27 août
- Gabon : décès de Pierre-Louis Agondjo, avocat et président fondateur du Parti gabonais du progrès (PGP).